# Grafología

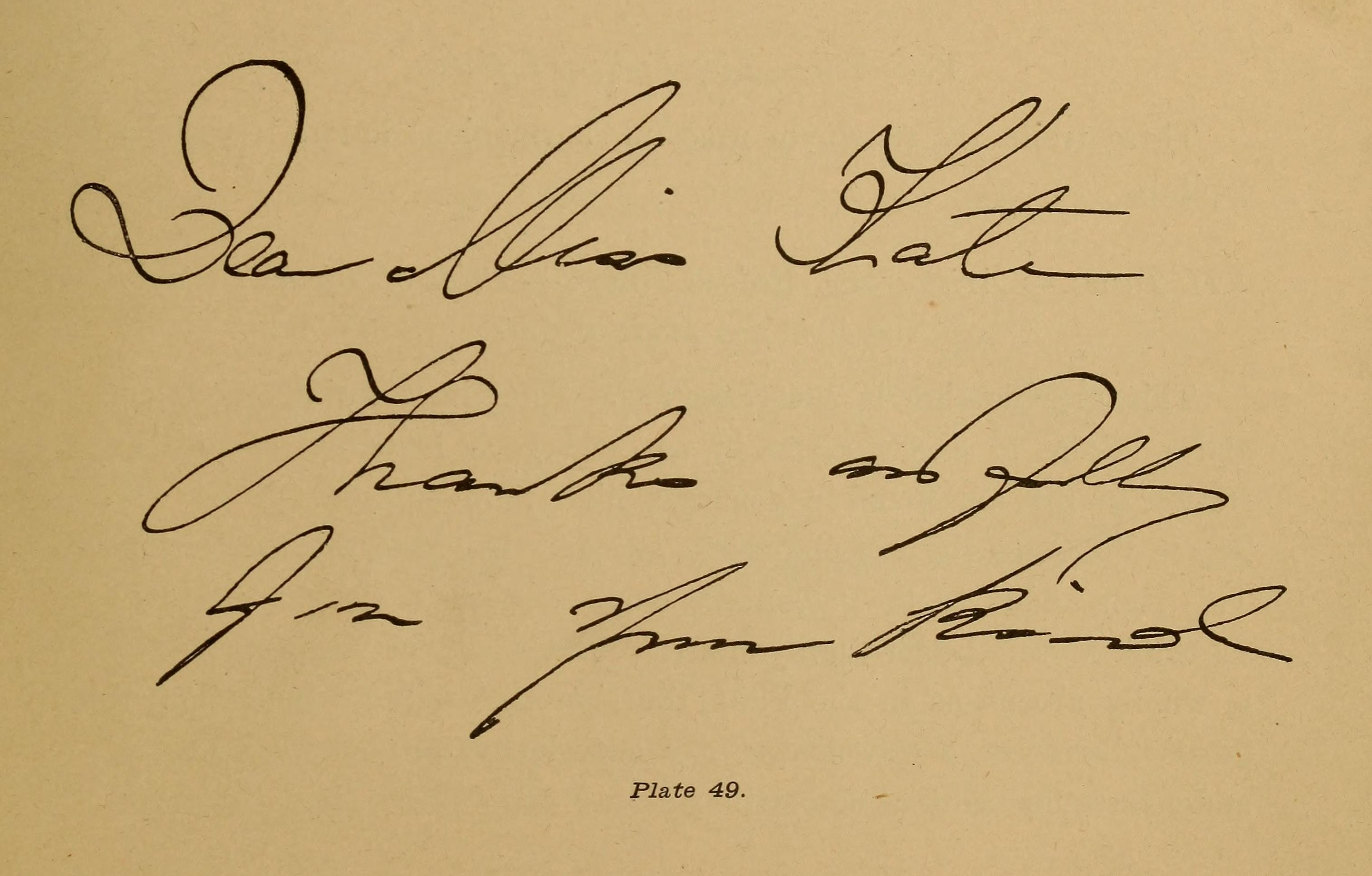
Una muestra de escritura a mano utilizada en un manual de análisis grafológico, que supuestamente muestra rasgos de «frivolidad» y «trivialidad» en el escritor.

Firma de Victor Hugo.

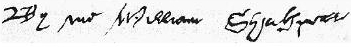
Firma de Shakespeare.

La grafología es el análisis de la escritura manuscrita de un individuo con la intención de determinar rasgos de personalidad de dicha persona. No existe evidencia científica que respalde la efectividad de la grafología, por lo que es considerada una pseudociencia y una práctica científicamente cuestionable. La grafología también ha sido calificada como «una de las cinco pruebas psicológicas más desacreditadas» por profesionales de la salud mental.
A pesar de la falta de evidencia de efectividad que la respalde, la grafología sigue siendo de uso generalizado en Francia e históricamente su uso se ha considerado legítimo en algunos casos judiciales.

## Etimología
Parte de la raíz griega «grafos» (γραφή = escritura) y el vocablo griego «logos» (λόγος que se refiere al conocimiento, discusión o teoría).

## Historia
Jean-Charles Gille-Maisani afirmó en 1991 que el Examen de ingenios para las ciencias de Juan Huarte de San Juan de 1575 fue el primer libro sobre análisis de la escritura a mano.
En la grafología estadounidense, el Trattato come da una lettera missiva si conoscano la natura e qualità dello scrittore de Camillo Baldi de 1622 se considera el primer libro sobre el tema.
Alrededor de 1830, Jean-Hippolyte Michon se interesó por el análisis de la escritura. Publicó sus hallazgos poco después de fundar Société Graphologique en 1871. El más destacado de sus discípulos fue Jules Crépieux-Jamin, quien rápidamente publicó una serie de libros que pronto se publicaron en otros idiomas. A partir del enfoque integrador de Michon, Crépieux-Jamin fundó un enfoque holístico de la grafología.
Después de la Primera Guerra Mundial, el interés por la grafología continuó extendiéndose tanto en Europa como en los Estados Unidos. En Alemania, durante la década de 1920, Ludwig Klages fundó y publicó sus hallazgos en Zeitschrift für Menschenkunde (Revista para el estudio de la humanidad). Su principal contribución al campo se puede encontrar en Handschrift und Charakter.
Thea Stein Lewinson y J. Zubin modificaron las ideas de Klage, basándose en su experiencia trabajando para el gobierno de los EE. UU., y publicaron su propio método en 1942.
En 1929, Milton Bunker fundó «The American Grapho Analysis Society» para enseñar grafoanálisis. Esta organización y su sistema dividieron en dos el mundo de la grafología americana. Los estudiantes tenían que elegir entre grafoanálisis o grafología holística. Si bien faltan datos concretos, la evidencia anecdótica indica que el 10% de los miembros de la Sociedad Internacional de Grafoanálisis (IGAS) fueron expulsados entre 1970 y 1980.
Con respecto a una correlación propuesta entre el género y el estilo de escritura, un artículo publicado por James Hartley en 1989 concluyó que había alguna evidencia en apoyo de esta hipótesis.
Schlicht, un historiador académico, afirma que si bien la grafología no logró convertirse en una disciplina científica, muchos expertos en psicología experimental y psiquiatría participaron en el esfuerzo de estudiar la grafología dentro de una ciencia de la expresión más amplia y reconocida, y que «calificar algo como pseudociencia puede fácilmente resultar en un examen asistemático de una constelación histórica de producción de conocimiento».
La utilización de la grafología hoy en día, según un estudio de 2004 realizado en España del Instituto de Ciencias del Grafismo, se da principalmente en los gabinetes de recursos humanos, donde según este estudio, un 90 % de estos gabinetes (en España), analizan la escritura de los entrevistados, siendo mayor el grado de utilización de la grafología cuando más alto es la responsabilidad del puesto de trabajo.
La grafología ha sido controvertida durante más de un siglo. Aunque los partidarios señalan la evidencia anecdótica de los testimonios positivos como una razón para usarlo para la evaluación de la personalidad, los estudios empíricos no logran mostrar que tenga la validez que afirman sus proponentes.

## Validez y eficacia
Aunque la grafología gozó de cierto apoyo en la comunidad científica antes de mediados del siglo XX, los estudios más recientes han dado como resultado una nula capacidad de la grafología de describir la personalidad o predecir el rendimiento laboral. Por ello, es generalmente englobada dentro de la categoría de pseudociencias.
La Sociedad Británica de Psicología clasifica la grafología junto con la astrología, dándoles a ambas una medida de «validez cero».
La grafología también fue descartada como una pseudociencia por el escéptico James Randi en 1991.

En el episodio del podcast Skeptoid del 21 de mayo de 2013 titulado «Todo sobre la grafología», el autor escéptico científico Brian Dunning informó:
En su libro The Write Stuff, Barry Beyerstein resumió el trabajo de Geoffrey Dean, quien probablemente realizó el estudio más extenso de literatura sobre grafología jamás realizado. Dean hizo un metanálisis de unos 200 estudios:
Dean mostró que los grafólogos han fallado inequívocamente en demostrar la validez o confiabilidad de su arte para predecir el desempeño laboral, las aptitudes o la personalidad. Por lo tanto, la grafología falla de acuerdo con los estándares que debe pasar una prueba psicológica genuina antes de que pueda ser éticamente lanzada para su uso en un público desprevenido.

Dean descubrió que a ninguna escuela de grafología en particular le fue mejor que a otra... De hecho, ningún grafólogo de ningún tipo pudo mostrar un rendimiento confiablemente mejor que el de los aficionados no capacitados que hicieron conjeturas a partir de los mismos materiales. En la gran mayoría de los estudios, ninguno de los grupos superó la expectativa de probabilidad.
Dunning concluye:
Otras técnicas de adivinación como la iridología, la frenología, la quiromancia y la astrología también tienen diferentes escuelas de pensamiento, requieren años de capacitación, ofrecen certificaciones costosas y fallan con la misma solidez cuando se someten a una prueba científica controlada. Sin embargo, el análisis de escritura a mano tiene su distinción que suena plausible de esas otras técnicas, y esa es la idea de "la escritura a mano es escritura cerebral": los rasgos del cerebro se manifestarán en la forma en que controla los músculos de la mano. Desafortunadamente, esto es tan poco científico como las demás. Ninguna cantidad de lenguaje que suene científico puede compensar el fracaso de una técnica cuando se somete a una prueba científicamente controlada.

### Predicción de la personalidad
Actualmente la grafología es considerada una pseudociencia. A pesar de existir un gran número de estudios  enfocados a evaluar su eficacia para predecir la personalidad y el desempeño laboral de un sujeto, los resultados de los estudios recientes que ponen a prueba la validez del uso de análisis de la escritura a mano para predecir los rasgos de personalidad y el desempeño laboral han sido consistentemente negativos.
En un estudio de 1987, los grafólogos no pudieron predecir las puntuaciones en el Cuestionario de Personalidad de Eysenck (EPQ) utilizando muestras de escritura de las mismas personas.
En un estudio de 1988, los grafólogos no pudieron predecir las puntuaciones en la prueba Myers-Briggs utilizando muestras de escritura de las mismas personas.
La Sociedad de Psicólogos Industriales de Holanda consideró 2250 diagnósticos grafológicos y concluyó que «la grafología como método es altamente cuestionable y con mínima probabilidad de valor práctico».
Un metanálisis de 1982 extraído de más de 200 estudios concluye que, en general, los grafólogos no pudieron predecir ningún tipo de rasgo de personalidad en ninguna prueba de personalidad.

### Desempeño laboral
Las medidas de desempeño laboral parecen no tener relación con las métricas obtenidas por los grafólogos al estudiar la escritura a mano. En un estudio de 1989 los grafólogos profesionales que utilizaron el análisis de escritura a mano fueron tan ineficaces como los legos en la predicción del rendimiento.
Una amplia selección de literatura realizada por King y Koehler confirmó docenas de estudios que muestran que los aspectos geométricos de la grafología (inclinación, pendiente, etc.) son predictores esencialmente inútiles del desempeño laboral.
En su investigación, Rafaeli y Klimoski (1983) no encontraron ninguna evidencia de validez en la grafología para predecir el éxito en vendedores.
Rowan Bayne, un psicólogo británico que ha escrito varios estudios sobre grafología, resumió su punto de vista sobre el atractivo de la grafología: «es muy seductora porque en un nivel muy básico, alguien que es pulcro y se porta bien tiende a tener una letra pulcra». Agregando que la práctica es «inútil... absolutamente inútil».
A pesar de que los defensores de la grafología afirman que esta es ampliamente usada por los gabinetes de RR.HH. para la selección de personal, dicha afirmación ha demostrado ser falsa.

### Críticas específicas
Los críticos del uso de la grafología argumentan que la falta de evidencia empírica es una razón suficiente para no atribuirle validez fáctica alguna a la grafología. Entre las críticas concretas se pueden mencionar:
- No sigue los postulados del método científico: la evidencia en la que se basa es exigua, informal, poco sólida y completamente desproporcionada en relación con el pretendido alcance de sus conclusiones. Sus resultados son difíciles de falsar, o incluso imposibles, en el sentido popperiano. Dean (1992),[56] al estudiar la visión de la ciencia verdadera sobre esta cuestionada disciplina, demuestra que cuanto más compleja y exhaustiva es la revisión por pares de la que han sido objeto, cuanto más elevada es la reputación del medio publicante y cuanto más sólida la formación y antecedentes de los autores y revisores intervinientes, tanto más categórico es el rechazo a los fundamentos que basan a la grafología.
- Particularmente susceptible al Efecto Barnum, el cual supone una dificultad añadida en todos los métodos que buscan la determinación objetiva de la personalidad. Véase, por ejemplo Tallent (1958)[57] sobre las deficiencias de base de tales estudios y cuán fácilmente estos pueden perder la capacidad individualizadora que pretenden garantizar.
- Doble ciego. Muchos de los estudios estadísticos de los grafólogos no son Doble ciego, esta crítica está relacionada con la crítica que incluye el Efecto Barnum en ella. Los estudios que sí son doble ciego demuestran la ineficacia de la grafología.[58]
- Dependencia del tamaño de la muestra. Su grado de validez es altamente dependiente del tamaño de la muestra: las probabilidades de falla en el diagnóstico se dan en relación inversa a la cantidad de individuos en el grupo relevado. Sobre este particular, véase el artículo de Dean (1992).[56] El autor enumera y describe los errores de diseño experimental, metodología y determinación de las premisas base cometidos por los grafólogos en los que basó su investigación.
- Empleo de principios de pensamiento alegórico. Esta forma de falsa causalidad establece, por ejemplo, que un espaciado extenso entre dos letras cualesquiera muestra un carácter «retraído y aislacionista». De una mujer que escribe su apellido de soltera en letras ligeramente mayores que el de casada se deduce que «está siendo infiel a su marido». Alguien que escribe en letras grandes debe, desde luego, «pensar en grande». Quien varía el tamaño de su letra en mitad del párrafo tiene una «personalidad impredecible». Estas relaciones de causalidad no son exclusivas de la grafología, sino que caracterizan a buena parte de los métodos de determinación de la personalidad.[59]
- Carencia de estandarización: es común que cada practicante forme su propio esquema analítico. Mientras que algunos conceptos son de uso común, existen disputas muy marcadas sobre el supuesto significado de la mayoría de los signos. Por ejemplo, un determinado rasgo interpretado por un analista como revelador de un comportamiento sádico es por el contrario visto por otro grafólogo como propio de un individuo bromista.[59]
- Vaguedad: algunos principios importantes de la grafología son lo suficientemente vagos como para permitir que un grafólogo sesgue las interpretaciones para adaptarse a un tema o una conclusión preconcebida. Por ejemplo, uno de los principales conceptos en la teoría de Ludwig Klages es form-niveau (o forma-nivel): el nivel general de originalidad, belleza, armonía, estilo, etc. de la escritura de una persona, cualidad que, según Klages, se puede percibir pero no medir. Según esta teoría, el mismo signo tiene un significado positivo o negativo según el carácter y la personalidad general del sujeto, tal como lo revela el form-niveau. En la práctica, esto puede llevar al grafólogo a interpretar los signos de forma positiva o negativa dependiendo de si el sujeto tiene un estatus social alto o bajo.[60]
- Más de 200 estudios científicos han demostrado la inexistencia de asociación alguna entre la personalidad de un individuo y sus rasgos de escritura. Se ha sugerido que cualquier aparente capacidad de la grafología para «adivinar» el carácter se basa en la difusa información de género y posición social naturalmente implícitas en la forma y trazado de las letras.[61][50]

- King y Koehler reunieron a un grupo de voluntarios sin conocimiento alguno sobre grafología, y les pidieron que intentaran determinar la personalidad de determinados redactores (a quienes no conocían) basándose en sus escritos. La coincidencia de sus diagnósticos con los de grafólogos profesionales fue asombrosa, no sólo en los resultados concretos sino en la metodología empleada: intuitivamente asignaban cualidades de personalidad según los signos que metafóricamente la escritura parecía indicar; por ejemplo un trazo ascendente era asociado con una mentalidad optimista. Los investigadores, entonces, seleccionaron a redactores cuyas personalidades eran diametralmente opuestas a lo que su escritura parecía indicar, por ejemplo individuos de carácter pesimista pero que escribían con trazo ascendente. Los voluntarios continuaron diagnosticando cualidades de optimismo en este caso. Estos hallazgos confirman una de las principales objeciones hechas a esta disciplina: dada la habilidad intuitiva que tienen la mayoría de los legos para arribar a las «mismas» conclusiones que los profesionales, resulta sencillo para cualquiera el alterar la forma de su escritura de manera de dirigir al practicante al diagnóstico deseado, lo cual invalida de raíz la presunta capacidad predictiva de la grafología.[61]

## Variantes
Cada enfoque para el análisis de escritura a mano ha generado varios sistemas:
- La grafología integradora se centra en los trazos y su relación con la personalidad.[62]
- El grafoanálisis de Bunker fue el sistema más influyente en los Estados Unidos, entre 1929 y 2000.[63]
- El Sistema de Xandró es otro método de grafología integradora.[64][65]
- La grafología holística se basa en la forma, el movimiento y el uso del espacio.[62]
- El psicograma es otro método que utiliza diagramas específicos para analizar la escritura.[66][67][68]
- El Gráfico de valor personal es uno de los métodos desarrollado por Handwriting Consultants of San Diego a principios de la década de 1980.[69]
- El psicográfico es un método de psicograma adicional, desarrollado por Leslie King durante la década de 1970.[70]
- El diagrama de caracteres de Wittlich[71][72] y el protocolo Muller-Enskat[73][74] son otros métodos de psicograma.
- Los psicólogos Leopold Szondi, Augusto Vels y Girolamo Moretti crearon sus propias escuelas de grafología.[75][76][77][78][79][80][81][82][83][84][85][86]

- Grafoanálisis europeo: es un sistema de técnicas métrico-grafopsicológicas mediante a las cuales sus proponentes afirman poder obtener un percentil de la predominantes temperamental y caracterológica, previa valoración de más de 200 parámetros. Está constituido por el método de A. Vels (2001)[87] y el método de Viñals & Puente (1999).[88]

### Vocabulario
Cada sistema de análisis de escritura a mano tiene su propio vocabulario. Aunque dos o más sistemas pueden compartir las mismas palabras, los significados de esas palabras pueden ser diferentes. El significado técnico de una palabra utilizada por un analista de escritura a mano y el significado común no son congruentes. El «resentimiento», por ejemplo, en el uso común, significa molestia. En grafoanálisis, el término indica un «miedo a la imposición».

## Títulos y certificaciones
Existen al menos cuatro instituciones académicas que ofrecen un título acreditado en análisis de escritura a mano:
- La Universidad de Urbino, Italia: MA (Grafología)[91]
- Instituto Superior Emerson, Buenos Aires, Argentina: Licenciatura (Grafología)[92]
- Centro de Estudios Superiores (CES), Buenos Aires, Argentina: Licenciatura (Grafología)[93]
- Universidad Autónoma de Barcelona, Barcelona, España: MA (Grafología)[94]
- Universidad Villanueva Montaño, México Licenciatura en Grafología y Criminalística (incluye estudios psicografológicos).[95]

## Aplicaciones

### Perfil de empleo
Una empresa puede tomar una muestra de escritura proporcionada por un candidato y procede a hacer un perfil de personalidad, haciendo coincidir la congruencia del candidato con el perfil psicológico ideal de los empleados en el puesto. El solicitante también podría cometer malas prácticas en este sistema; podrían pedirle a alguien que escriba en su nombre.
La investigación sobre la idoneidad para el empleo utilizando grafología ha oscilado entre el fracaso total; al éxito con reservas. La razón más importante para no utilizar el análisis de escritura a mano en el proceso de empleo es la ausencia de evidencia de un vínculo directo entre el análisis de escritura a mano y varias medidas de desempeño laboral.
El uso de la grafología en el proceso de contratación ha sido criticado por razones éticos y por motivos legales en el caso de los Estados Unidos.

### Análisis psicológico
La grafología ha sido utilizada clínicamente por consejeros y psicoterapeutas europeos. Cuando se usa, generalmente es en conjunto con otras herramientas de evaluación proyectiva de la personalidad, y no de forma aislada. A menudo se usa dentro de la psicoterapia individual, el asesoramiento matrimonial o el asesoramiento vocacional.

### Compatibilidad marital
En su forma más simple, solo se examinan la expresión sexual y la respuesta sexual. En su forma más compleja, se examina cada aspecto de un individuo para ver cómo afecta a los otros individuos dentro de la relación. La teoría es que después de conocer y comprender cómo cada individuo en la relación difiere de todos los demás individuos en la relación, el matrimonio resultante será más duradero. Con un análisis comparativo se miden las respuestas de las partes receptoras y no receptoras.

### Diagnóstico médico
La grafología médica es probablemente la rama más controvertida del análisis de la escritura. Estrictamente hablando, dicha investigación no es grafología como se describe a lo largo de este artículo, sino un examen de los factores relacionados con el control motor. Se han realizado estudios de investigación en los que se considera un examen detallado de los factores de escritura a mano, en particular el tiempo, la fluidez, la presión y la consistencia del tamaño, la forma, la velocidad y la presión en el proceso de evaluación de los pacientes y su respuesta a los agentes terapéuticos farmacológicos. El estudio de estos fenómenos es un subproducto de los investigadores que investigan los procesos de control motor y la interacción de los sistemas nervioso, anatómico y biomecánico del cuerpo.

### Grafoterapia
Esta es la pseudociencia de cambiar la escritura de una persona con el objetivo de cambiar las características de su personalidad, o "análisis de escritura a mano en reversa". Se originó en Francia durante la década de 1930 y se extendió a los Estados Unidos a fines de la década de 1950. La supuesta terapia consiste en una serie de ejercicios que son similares a los que se enseñan en los cursos básicos de caligrafía, a veces junto con música o diálogo interno positivo.

## Consideraciones legales

### En Hungría
Un informe del comisionado parlamentario húngaro para la protección de datos y la libertad de información dice que el análisis de escritura a mano sin consentimiento informado constituye una violación de la privacidad.

### En los Estados Unidos

#### Género y escritura
Una revisión de 1991 de la literatura vigente en ese momento concluyó que los encuestados podían predecir el género de una persona mediante el análisis de la escritura a mano entre el 57% y el 78% de las veces. Sin embargo, la mayoría de estas muestras, así como los estudios posteriores, se basan en tamaños de muestra pequeños recopilados de forma no aleatoria. Un estudio con una muestra mucho más grande y más reciente de más de 3000 participantes solo encontró una precisión de clasificación del 54% Dado que la discriminación estadística por debajo de 0,7 generalmente se considera inaceptable, esto indica que la mayoría de los resultados son bastante inexactos, y que la variación en los resultados observados probablemente se deba a la técnica de muestreo y al sesgo.
La razón de este sesgo varía; si bien se ha especulado que la biología contribuye a ello debido a las habilidades motoras finas, esta explicación es defectuosa debido a la falta de evidencia directa, la falta de grandes diferencias en las habilidades motoras por género, y cualquier diferencia restante siendo no uniforme y explicable por la cultura. En cambio, las explicaciones arraigadas en la cultura y el sesgo de género pueden explicar mejor los datos.

#### Ley de Empleo
Una carta de opinión consultiva de 2001 de la Comisión de Igualdad de Oportunidades en el Empleo de EE. UU. respondió a una pregunta sobre «si es legal utilizar un análisis de la escritura de un solicitante como herramienta de selección de empleo». También pregunta si es legal preguntar la edad del solicitante y el uso de medicamentos para permitir variaciones en su letra. La carta advertía que en esta circunstancia, era ilegal bajo la Ley de Estadounidenses con Discapacidades de 1990 (ADA, por sus siglas en inglés) preguntarle a un solicitante de empleo si estaba tomando algún medicamento, y también advertía que preguntarle a un solicitante su edad «supuestamente para permitir variantes en el análisis de su letra» no era una violación per se de la Ley de Discriminación por Edad en el Empleo de 1967 (ADEA), pero podría ser una evidencia significativa de discriminación por edad. La carta también decía que no había orientación judicial sobre «si una política de exclusión de solicitantes basada en su letra tiene un impacto adverso en un grupo protegido» bajo la ADA, ADEA o el Título VII de la Ley de Derechos Civiles de 1964.

## Personalidades de la grafología
- Jean-Charles Gille-Maisani (1924-1995). Ingeniero, matemático, psiquiatra, psicólogo y grafólogo.
- Augusto Vels (1917-2000). Grafólogo. Fundador de la Agrupación de Grafoanalistas Consultivos.